# Aloeides susanae
Susan’s Copper (Aloeides susanae) là một bướm ngày thuộc họ Lycaenidae. Loài này có ở Nam Phi, ở đó nó có ở KwaZulu-Natal midlands tới Orange Free State và East Cape.
Sải cánh từ 21–24 mm đối với con đực và 22–26 mm đối với con cái. Cá thể trưởng thành mọc cánh từ tháng 9 tới tháng 1. Có một lức nhưng có thể là 2 lứa một năm.